# Дмитрієв Ігор Федорович
Ігор Федорович Дмитрієв (нар. 21 січня 1909, місто Іжевськ, тепер Удмуртія, Російська Федерація — 11 серпня 1998, місто Москва) — радянський партійний діяч, інженер-конструктор зброї, завідувач відділу оборонної промисловості ЦК КПРС. Кандидат у члени ЦК КПРС у 1981—1986 роках. Депутат Верховної Ради СРСР 11-го скликання.

## Життєпис
З 1922 року працював слюсарем Іжевського збройового заводу.
Член ВКП(б) з 1925 року.
У 1932—1938 роках — конструктор науково-дослідного інституту міста Ленінграда.
У 1934 році закінчив Ленінградський військово-механічний інститут.
У 1938—1941 роках — начальник виробництва, начальник аналітичної групи єдиного проєктного бюро Тульського збройового заводу.
У 1941—1944 роках — в апараті Народного комісаріату озброєння СРСР: заступник начальника відділу. У 1944—1946 роках — секретар партійного комітету Народного комісаріату озброєння СРСР.
У 1946—1958 роках — начальник Центрального конструкторського бюро (ЦКБ-14) Тульського збройового заводу. Одночасно був головою комісії із захисту дипломних проектів Тульського механічного інституту, здійснював консультації курсових і дипломних проєктів.
У 1958—1965 роках — начальник відділу військово-промислового комплексу комісії Президії Ради міністрів СРСР із військово-промислових питань.
У 1965 — березні 1981 року — 1-й заступник завідувача відділу оборонної промисловості ЦК КПРС.
У березні 1981 — 1985 року — завідувач відділу оборонної промисловості ЦК КПРС.
З 1985 року — персональний пенсіонер союзного значення в Москві.
Помер 11 серпня 1998 року. Похований в Москві на Троєкуровському цвинтарі.

## Нагороди
- орден Леніна (1979)
- орден Жовтневої Революції (1971)
- орден Вітчизняної війни І ст. (1945)
- три ордени Трудового Червоного Прапора (1942, 1979,)
- орден Червоної Зірки (1942)
- медалі
- Державна премія СРСР (1967)
- Ленінська премія (1984)